# La negra flor
«La negra flor» es una canción del grupo de pop-rock español Radio Futura publicada en 1987, incluido en su álbum de estudio La canción de Juan Perro.

## Descripción
De influencia reggae, es el último sencillo que se editó del álbum en que se incluye, insertando el tema «El hombre de papel» como cara B. 
Se trata de una canción que se plantea como un homenaje a la ciudad de Barcelona, con cuyo público el grupo mantenía una relación especialmente buena, y en especial a la conocida Rambla. 
En la edición como maxisencillo, realizada unos meses después del lanzamiento del álbum y cuando el siguiente ya estaba en preparación, se incluyó como cara B «Paseo con la negra flor», una remezcla que suponía el primer rap de estilo jamaicano en español y que volvería a ser publicada en el siguiente disco de la banda.
La revista Rolling Stone elegiría la canción en el puesto número 96.º de su lista de mejores canciones del pop rock español.

## Ventas
El sencillo llegó a situarse el número 7 en las listas de los más vendidos la semana del 7 de enero de 1988, según las listas elaboradas por AFYVE.

## Videoclip
Ariola realizó un videoclip del tema para su lanzamiento en América Latina, en el que los miembros del grupo sólo aparecían en imágenes intercaladas, actuando en directo.

## Versiones
La versión rap, del mismo grupo, se tituló Paseo con la negra flor.
La canción fue versionada por Fito y Los Fitipaldis para el álbum homenaje a Radio Futura Arde la calle, publicado en 2004.